# Ian Mitchell (Rennfahrer)
Ian Mitchell (* 10. Juni 1955 in Farnborough) ist ein britischer Autorennfahrer.

## Karriere als Rennfahrer
Ian Mitchell ging seit den frühen 2000er-Jahren in unregelmäßigen Abständen bei GT- und Sportwagenrennen an den Start. Er startete beim 24-Stunden-Rennen auf dem Nürburgring, wo er 2018 zum bisher letzten Mal ins Rennen ging und sich nicht klassieren konnte.
2005 war er sowohl beim 12-Stunden-Rennen von Sebring als auch beim 24-Stunden-Rennen von Le Mans gemeldet. Während der von ihm gefahrene Courage C65 in Sebring nach einem Motorschaden ausfiel, erreichte er mit den Teamkollegen Tim Mullen und Phil Bennett in Le Mans den 24. Gesamtrang.

## Statistik

### Le-Mans-Ergebnisse
| Jahr | Team             | Fahrzeug    | Teamkollege | Teamkollege  | Platzierung | Ausfallgrund |
| ---- | ---------------- | ----------- | ----------- | ------------ | ----------- | ------------ |
| 2005 | Kruse Motorsport | Courage C65 | Tim Mullen  | Phil Bennett | Rang 24     |              |

### Sebring-Ergebnisse
| Jahr | Team             | Fahrzeug    | Teamkollege   | Teamkollege  | Platzierung | Ausfallgrund |
| ---- | ---------------- | ----------- | ------------- | ------------ | ----------- | ------------ |
| 2005 | Kruse Motorsport | Courage C65 | Harold Primat | Phil Bennett | Ausfall     | Motorschaden |